# Pieczęć stanowa Dakoty Północnej

Pieczęć stanowa Dakoty Północnej

Przedstawia typowy, rustykalny krajobraz stanu:
Drzewo otoczone przez snopki zboża, pług, kowadło - symbolizują zarówno przemysł i rolnictwo. Z prawej (heraldycznie) strony: trzy strzały i łuk oraz indiański jeździec ścigający bizona w kierunku zachodzącego słońca - ludność autochtoniczna. Trzydzieści dziewięć gwiazd przypomina, że był to trzydziesty dziewiąty stan przyjęty do Unii. Ponad nimi umieszczono motto: Liberty and Union Now and Forever, One and Inseparable (Wolność i Unia teraz i na zawsze, jedna i nierozłączna). Data 1 października 1889 roku oznacza datę uchwalenia konstytucji.

## Herb Dakoty Północnej

Herb Dakoty Północnej

Herb Dakoty Północnej został stworzony do użytku przez rząd stanu i jednostkę Gwardii Narodowej stacjonującą w stanie. Obraz herbu znajduje się na fladze gubernatora Dakoty Północnej, a krótką informacje na temat jego wykorzystania można znaleźć na stronie internetowej rządu stanu Dakoty Północnej. 

Flaga gubernatora